# Blechum angustifolium
Ruellia simplex là một loài thực vật có hoa trong họ Ô rô. Loài này được (Sw.) R.Br. mô tả khoa học đầu tiên năm 1810.

## Hình ảnh

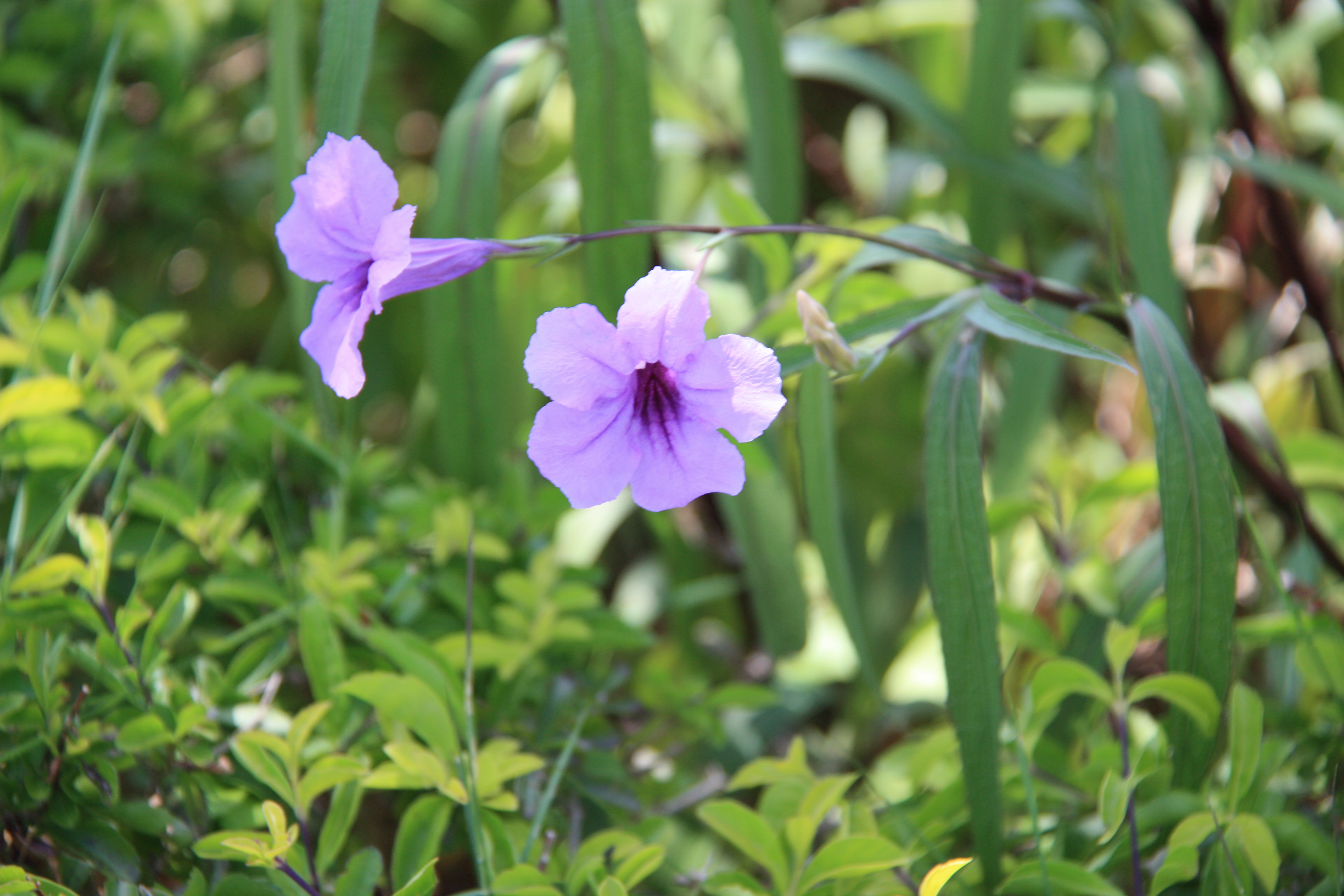
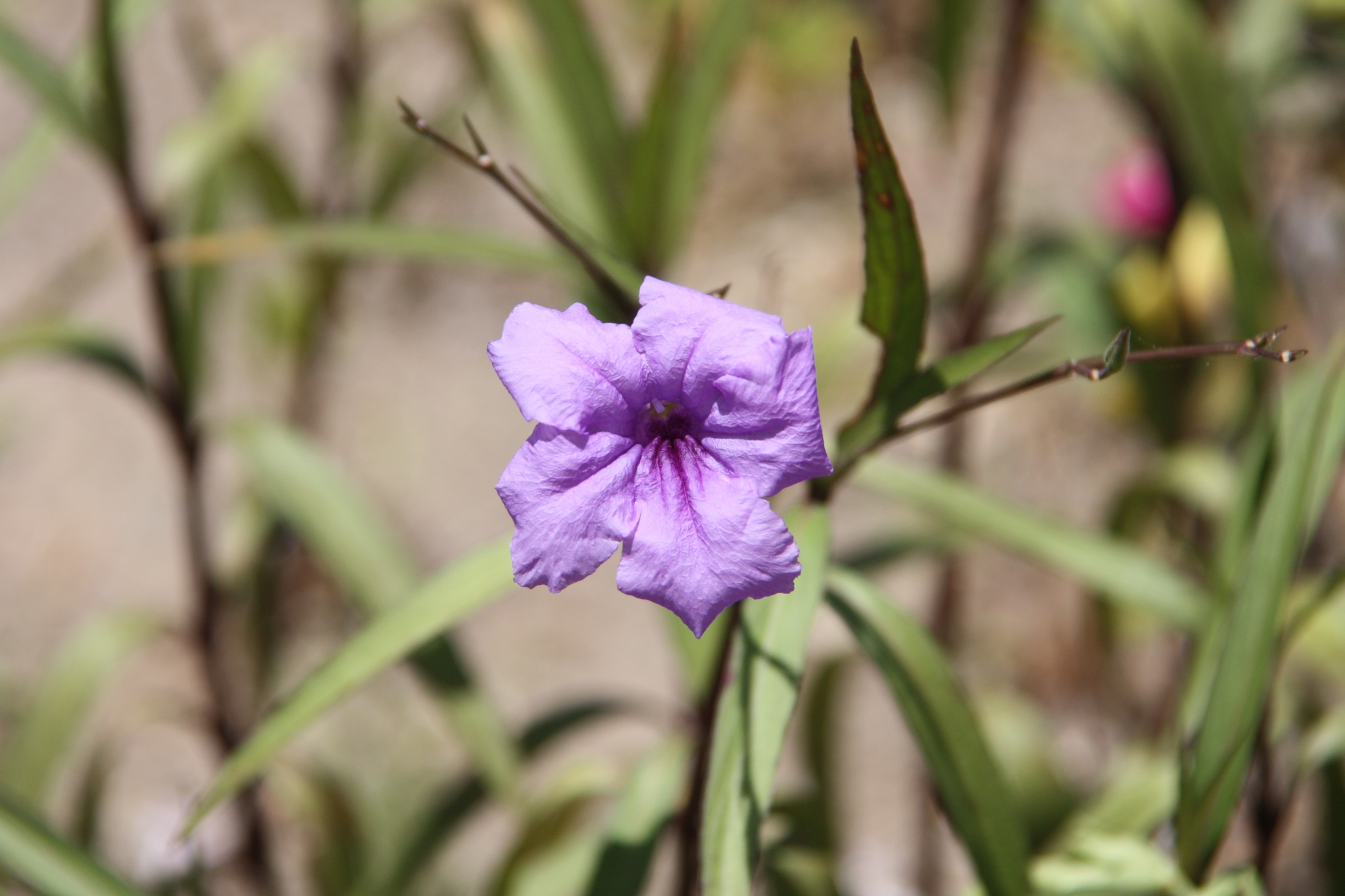
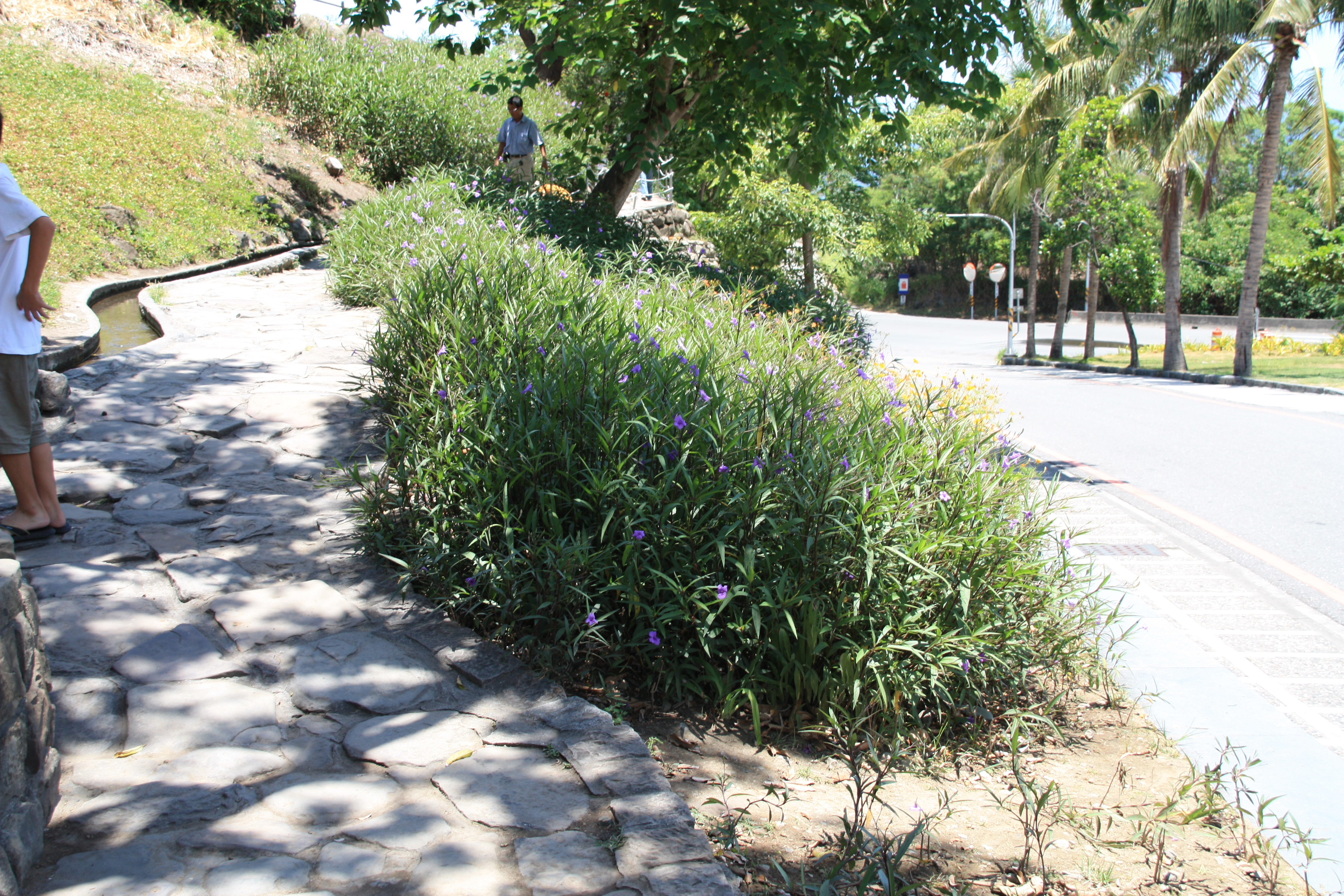
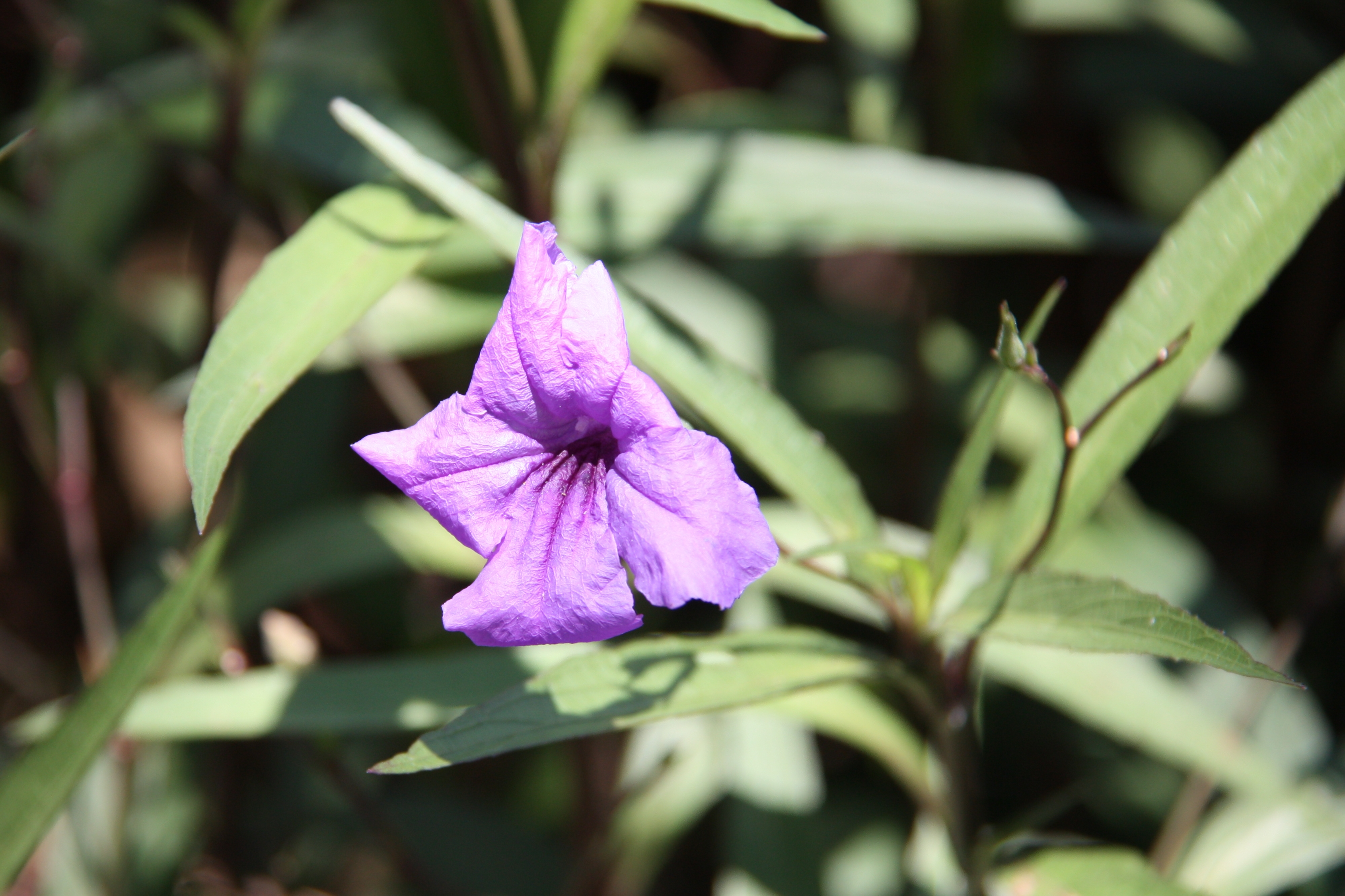